# Terroryzm państwowy

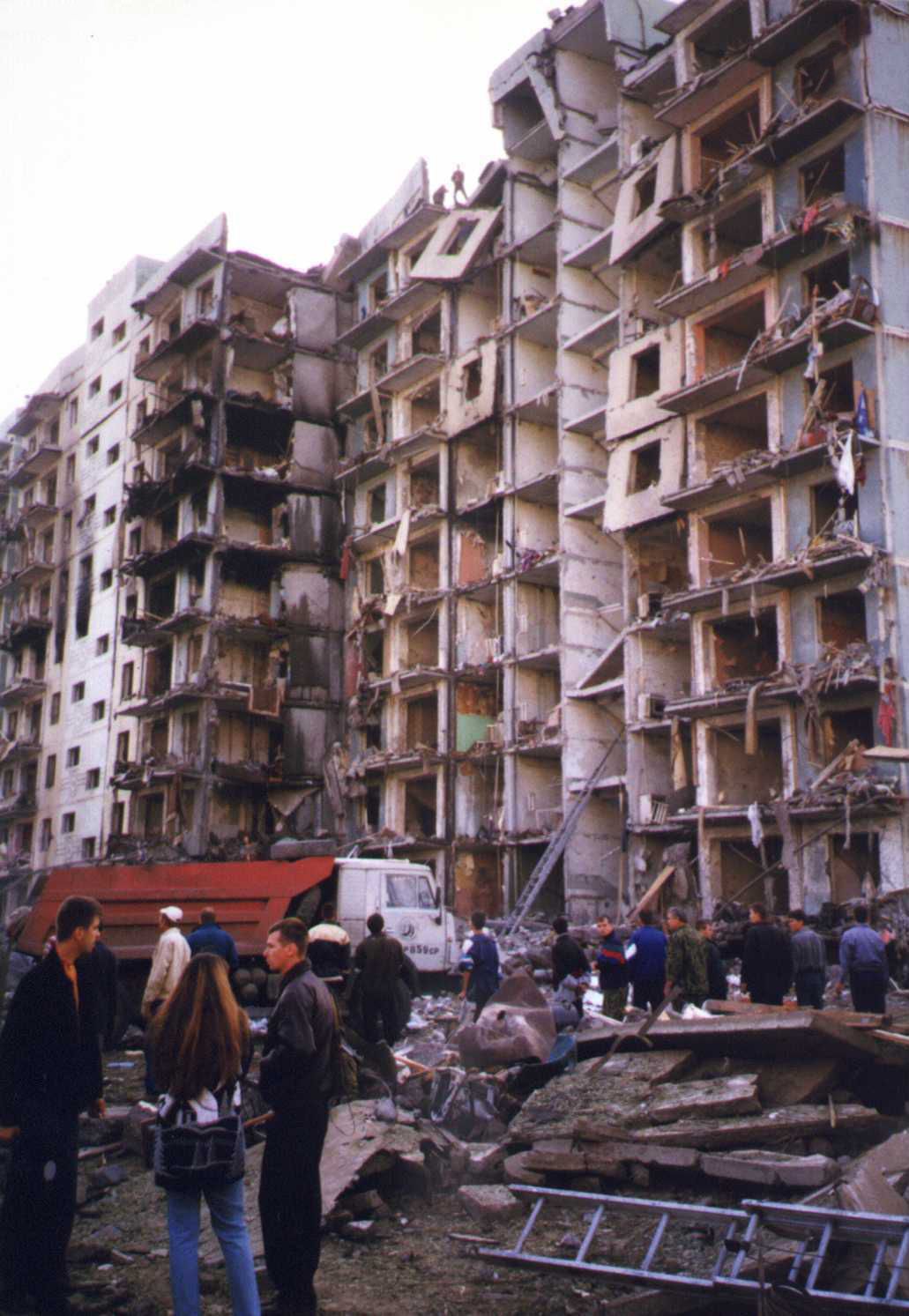
Wynik zamachu bombowego w budynku mieszkalnym w Wołgodońsku

Terroryzm państwowy (ang. state terrorism) – „zastraszające działanie władzy państwowej wobec obywateli”. Różne formy zaangażowania państwa w działalność o charakterze terrorystycznym, a także udzielanie schronienia oraz wsparcia finansowego grupom terrorystycznym.
Cechą fundamentalną terroryzmu państwowego jest stosowanie przemocy przez władzę państwową, poszczególnych funkcjonariuszy państwowych, bądź przez osoby z nimi powiązane z pogwałceniem obowiązujących norm prawa wewnętrznego bądź międzynarodowego. Działalność terroryzmu państwowego zazwyczaj prowadzona jest niejawnie wykorzystując służby specjalne państwa.
Terroryzmem państwowym jest również bezprawne wykorzystywanie siły przez osoby, które reprezentują struktury państwowe i jest to tolerowane przez zwierzchnictwo rządowe oraz nie podejmuje się prób ich ścigania. Do terroryzmu państwowego należy także dodać grupy terrorystyczne działające z inspiracji, za przyzwoleniem lub przy poparciu państw.

## Asymmetric warfare
Ustalenie związków organizacji terrorystycznej z konkretnym państwem jest prawie niemożliwe. Większość danych na ten temat pochodzi z działań operacyjnych służb specjalnych, co nie zawsze wystarcza opinii publicznej do przyjęcia ich jako rzetelnej informacji. W relacjach między państwami terroryzm, z punktu widzenia organizatorów, jest bardzo atrakcyjnym sposobem na osiągnięcie celów sprzecznych z interesami innych państw. Uzyskanie przez państwa wysoko rozwinięte jakościowej przewagi w zakresie konwencjonalnych środków walki spowodowało wzrost zainteresowania terroryzmem jako instrument konfrontacji międzypaństwowej, wobec którego nawet najnowocześniejsza technologia militarna nie może zagwarantować skutecznej ochrony – jest to tak zwana wojna asymetryczna (ang. asymmetric warfare).

## Raport poświęcony zwalczaniu terroryzmu na świecie
Co roku Departament Stanu USA publikuje raport poświęcony zwalczaniu terroryzmu na świecie. Wymienia on m.in. kraje popierające terroryzm. W raporcie opublikowanym w 2001 roku wymieniono siedem takich krajów: Iran, Irak, Kuba, Libia, Syria, Sudan, Korea Północna.

## Przykłady działań terrorystycznych
- działalność w latach 1982–1987 hiszpańskiego szwadronu śmierci tzw. GAL, który zamordował 27 sympatyków ETA, stosując metody terrorystyczne: ostrzeliwano z broni maszynowej i obrzucano bombami bary, w których gromadzili się baskijscy nacjonaliści, a do walki przeciwko nim państwo włączyło również recydywistów, członków mafii i płatnych morderców. Kiedy natomiast baskijscy nacjonaliści dali się we znaki Francuzom, służby specjalne szybko aresztowały 85 członków i sympatyków lokalnej odmiany ETA, organizacji Iparretarrak. Dwudziestu z nich wkrótce znaleziono martwych w więzieniach[9]
- naloty odwetowe USA na Trypolis w 1986 roku[10]
- zatopienie w 1985 roku w Auckland przez francuski wywiad DGSE statku Rainbow Warrior, należącego do Greenpeace[11][12]
- wysadzenie w powietrze w Birmie w 1988 roku samolotu Korean Air przez agentów północnokoreańskich (115 osób zginęło)[13]
- działalność brytyjskich służb antyterrorystycznych w Irlandii Północnej. Traktowały one ją jako kraj bandycki i bezpośrednio likwidowały przeciwników z IRA, nawet poza terenem Irlandii Północnej. Jedną z akcji było zastrzelenie w Gibraltarze w 1988 roku, na oczach turystów, trzech nieuzbrojonych członków IRA (w tym kobiety) przez brytyjski SAS[14]
- wysadzenie w powietrze w 1988 roku nad szkocką miejscowością Lockerbie samolotu amerykańskich linii lotniczych Pan-Am przez libijskich agentów (270 ofiar śmiertelnych)[15]
- uprowadzenie przez tureckie służby specjalne w 1999 roku z greckiej ambasady w Kenii Abdullaha Öcalana przywódcy Partii Pracujących Kurdystanu[16]
- 24 lutego 2022 r. – napaść Rosji na Ukrainę – dopuściła się nielegalnej wojny, używając przy tym broni i amunicji niezgodnych z prawem międzynarodowym, ataku na ludność cywilną Ukrainy oraz miejsc publicznych, np.: atak na dworzec kolejowy w Kramatorsku[17]. Przykładem działań terrorystycznych Rosji jest również noc z 28 na 29 lipca gdzie prorosyjscy separatyści uwięzili ukraińskich obrońców, w obozie w Ołeniwce, gdzie następnie zaminowali teren i podłożyli substancje łatwopalne[18]. Rosja dopuściła się też zastraszania Ukrainy i Unii Europejskiej w sprawie braku dostaw gazu oraz użycia broni jądrowej. Łotwa, jako pierwszy kraj, uznała Rosję za państwowego sponsora terroryzmu[19]